# Oskar Deecke
Pour les articles homonymes, voir Deecke.
Oskar Deecke, né le 16 mai 1986 à Hambourg, est un joueur de hockey sur gazon allemand. Il a remporté le titre olympique lors des Jeux olympiques d'été de 2012 qui se sont déroulés à Londres.

## Palmarès

### Jeux olympiques
- Jeux olympiques d'été de 2012 à Londres
  -  Médaille d'or.

### Coupe du monde
- Coupe du monde de 2010 à Delhi
  -  Médaille d'argent.

### Championnat d'Europe
- Championnat d'Europe de 2009 à Amsterdam
  -  Médaille d'argent.
- Championnat d'Europe de 2011 à Mönchengladbach
  -  Médaille d'or.
- Championnat d'Europe de 2013 à Bonn
  -  Médaille d'or.
- Championnat d'Europe de 2015 à Londres
  -  Médaille d'argent.

### Championnat d'Europe en salle
- Championnat d'Europe en salle de 2008 à Iekaterinbourg
  -  Médaille d'argent.
- Championnat d'Europe en salle de 2012 à Leipzig
  -  Médaille d'or.